# Розкішне (селище)
Розкі́шне — селище Іллінівської сільської громади Краматорського району Донецької області, Україна.

## Загальні відомості
Відстань до центру громади становить близько 7 км і проходить автошляхом місцевого значення.

## Історична довідка
Селище засноване у 1950-х роках і складається лише з двох вулиць, територіально віддалених від центральної садиби селища Артема. Через що спочатку отримало офіційну назву — 3-я ділянка радгоспу ім. Артема.
Оскільки поряд  розташовувались виробничі потужності радгоспу — городи, сад, теплиці господарства, тваринницькі приміщення, силосні ями, скирти сіна та соломи, то вважалося, що жити тут надто "розкішно".
Місцеві мешканці так свій хутір і називали — Розкішний. А 30 травня 1958 року 3-ю ділянку радгоспу ім. Артема, Артемівської сільської Ради, Костянтинівського району офіційно перейменували на селище Розкішне.
Там було збудовано гуртожиток та свій клуб. Усі мешканці хутора працювали та працюють у господарстві.
Нині селище Розкішне складається з двох вулиць та одного провулку.

## Населення
За даними перепису 2001 року населення селища становило 152 особи, з них 48,68 % зазначили рідною мову українську та 50,66 % — російську.